# مزرعه، بابک
مزرعه (به لاتین: Məzrə) یک منطقه مسکونی در جمهوری آذربایجان است که در شهرستان بابک از توابع جمهوری خودمختار نخجوان واقع شده است. مزرعه ۸۵۵ نفر جمعیت دارد.